# Gunma Insektenwelt
Koordinaten: 36° 26′ 9,2″ N, 139° 15′ 3,3″ O
Die Gunma Insektenwelt (japanisch ぐんま昆虫の森 Gunma konchū no mori, deutsch ‚Wald der Insekten Gunma‘, englisch Gunma Insect World) ist ein im Jahr 2005 eröffneter Natur- und Erlebnispark mit einem architektonisch reizvollen Insektarium. Die Anlagen befinden sich in Kiryū, einer Stadt in der Präfektur Gunma auf der japanischen Hauptinsel Honshū.

## Insektarium
Es war das Absicht des japanischen Architekten Tadao Andō, ein Gebäude zu schaffen, bei dem die Strukturen im Grün der Umgebung verschwinden, sobald die Bäume wachsen. Dann glitzert die Glaskuppel unter den Baumwipfeln. Im Innern sollen die Kinder Insekten beobachten und berühren, um in einer natürlichen Umgebung ihre fünf Sinnen zu fördern. Das Gebäude verfügt über ein Glaskuppeldach, Innen- und Außenwände sind aus freiliegendem Beton gefertigt. Das Dach wurde mit 1287 dreieckigen Scheiben aus gehärtetem Glas gebildet und wird von einer Aluminiumstruktur getragen. Die Anordnung der Innenräume besteht aus zwei geräumigen Zonen. Die erste umfasst einen Empfangsbereich, eine Galerie, ein Lernzentrum und ein Labor, die zweite ein großes Gewächshaus, in dem viele Schmetterlinge frei fliegen. Die Gesamtfläche des Insektariums beträgt 5700 m², wovon das Gewächshaus 1100 m² einnimmt.

## Anlagenbereiche und Artenspektrum
Hinter dem Eingang zur Gunma Insektenwelt befindet sich das Interpretive Building genannte Insektarium mit der Schmetterlings-Freiflughalle und einer angegliederten Teichlandschaft. Das anschließende Parkgelände umfasst eine Fläche von ca. 45 Hektar und ist in vier Zonen unterteilt.
- Die Farm Land Zone verfügt über blütenreiche Wiesen für Schmetterlinge und Bienen, ein Heuschreckenfeld sowie Obstgärten, beispielsweise mit Maulbeerbäumen und ein traditionelles, strohgedecktes japanisches Bauernhaus.
- Die Cropse Zone ist ein bewaldeter Abschnitt, enthält eine Vielzahl an Laubbäumen und ist ein abwechslungsreicher Lebensraum für viele Käferarten.
- Die Rice Terrace Zone ist ein Feuchtgebiet, in dem die für nasse und sumpfige Gebiete typische Insektenarten, beispielsweise Libellen zu finden sind. Das Gelände ist teilweise terrassenförmig angelegt und dient auch zur Unterrichtung über die Besonderheiten des Reisanbaus.
- Die Fujiyama-numa Zone enthält Informationen und Geländenachbildungen, wie Menschen im Einklang mit ihrer Umwelt leben, im Sinne des in Japan dafür gebräuchlichen Begriffs Satoyama.

Auf dem Gelände der Gunma Insektenwelt wurden mehr als 1400 Insektenarten sowie 80 Vogelarten festgestellt.

## Bildungsprogramme
Von der Parkverwaltung organisierte Bildungsprogramme sollen im Besonderen Kindern jeden Alters die Vielfalt und die Besonderheiten der Insektenwelt nahe bringen. Die Besucher werden dabei ermutigt, aktiv nach Insekten im Wald und in Grasland zu suchen und Begegnungen im Rahmen des Programms Catch and Release (Fangen und wieder Freilassen) durchzuführen. Schmetterlingsnetze und andere Geräte können dazu gemietet werden. Weitere Programme sind geführte Touren über das Gelände, Besichtigung von Seidenraupenzuchten und Bastelkurse.

## Galerie
Nachfolgende Bildreihe zeigt einige Schmetterlingsarten aus dem Bestand des Insektariums:

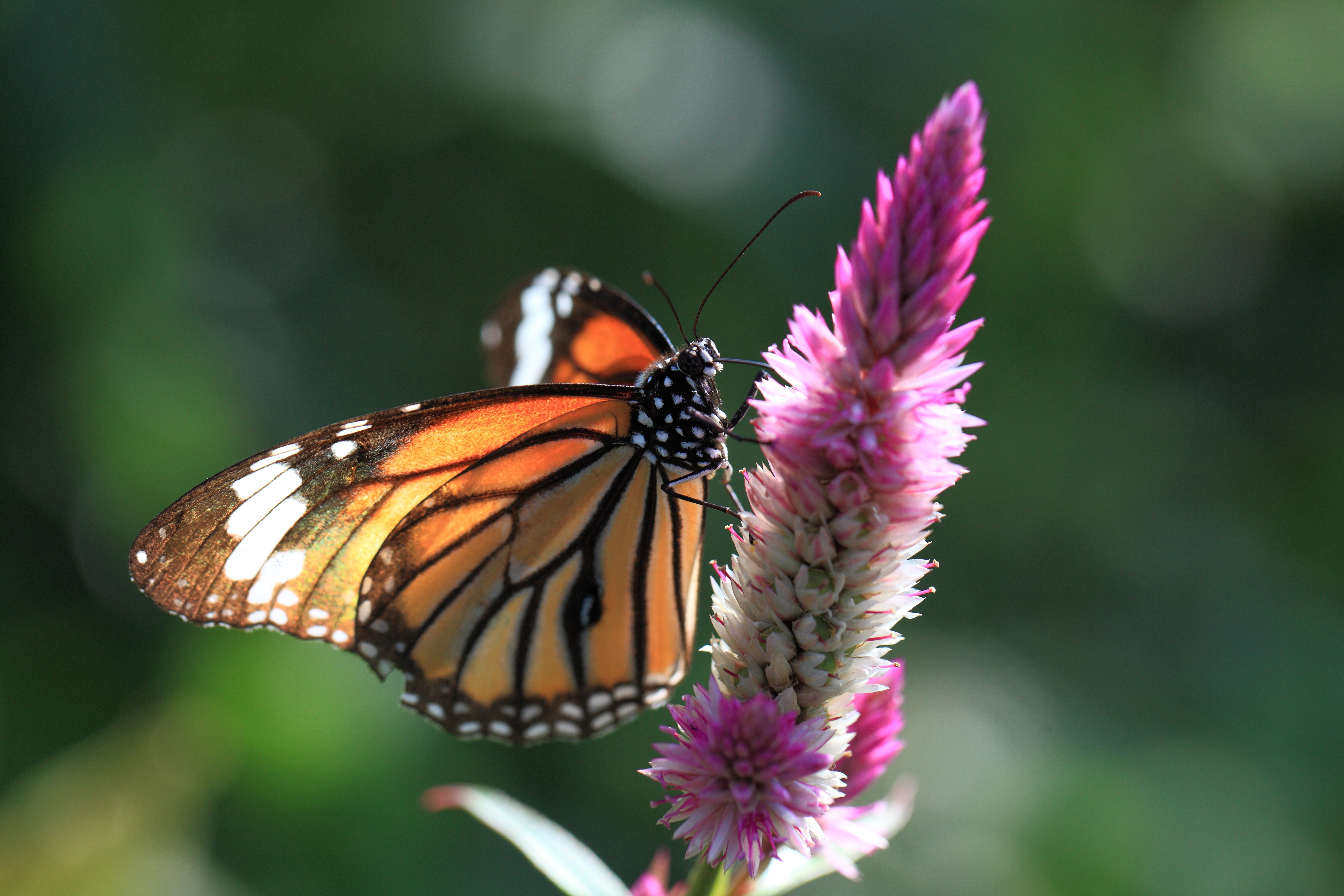
Danaus genutia
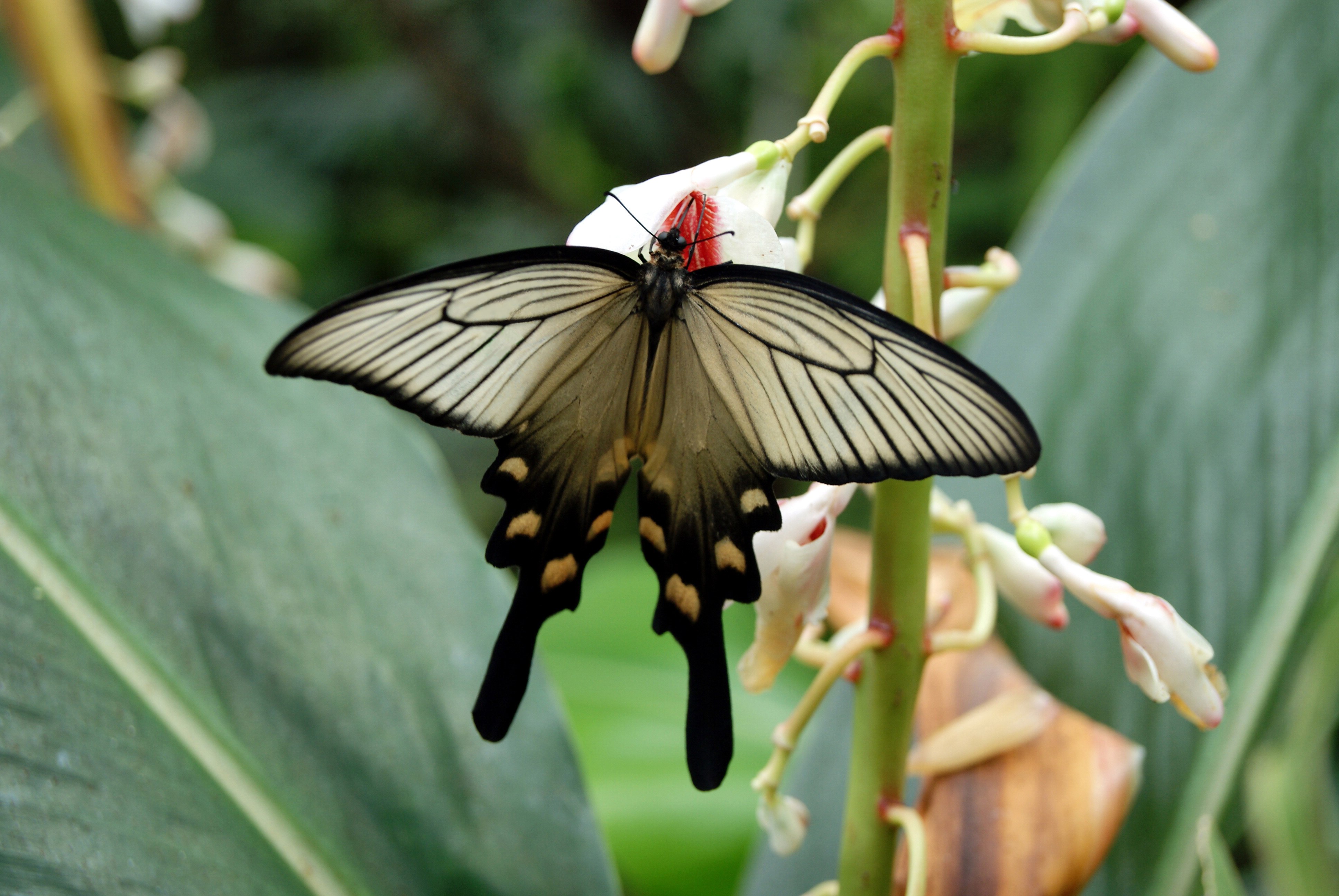
Byasa alcinous
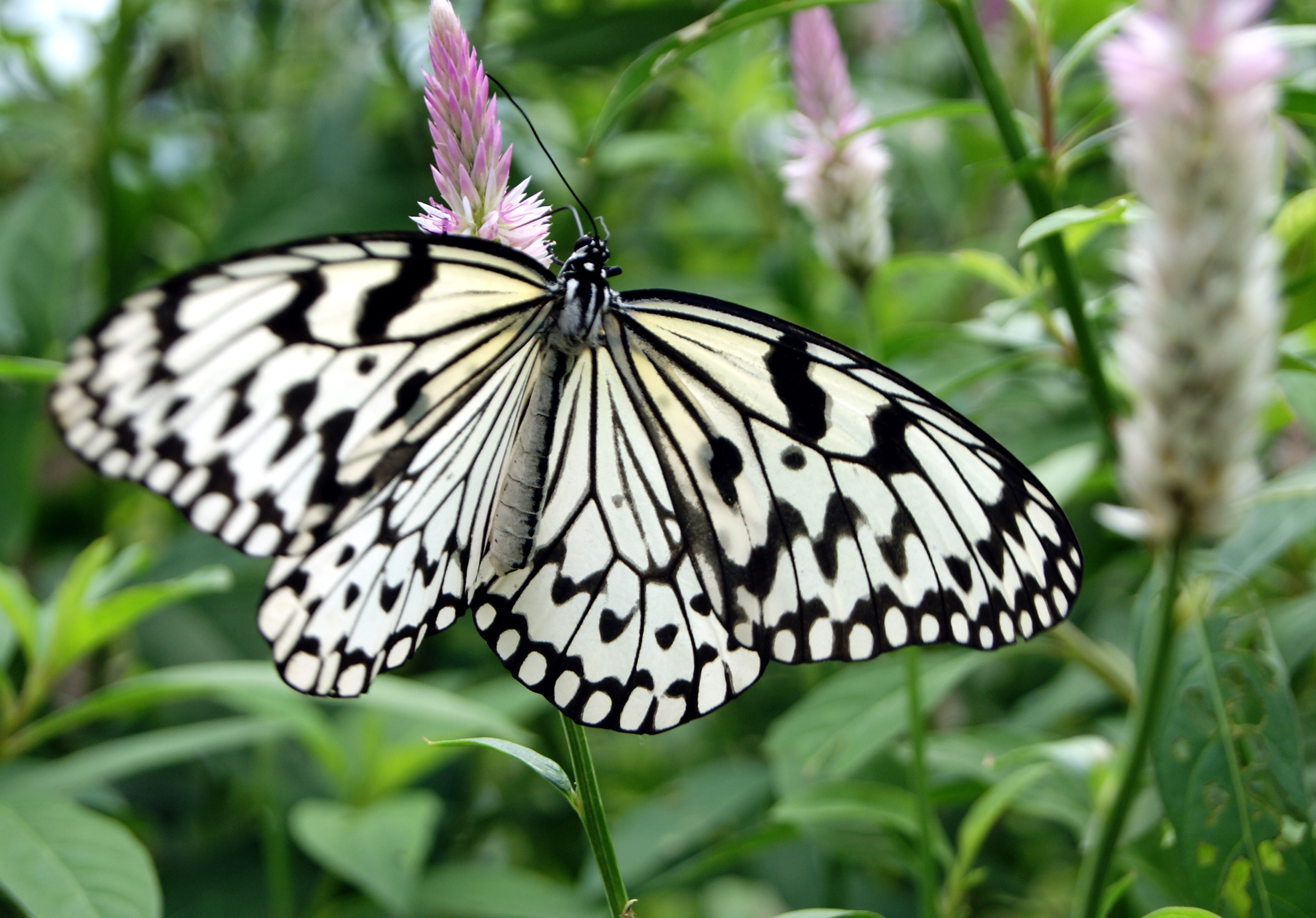
Weiße Baumnymphe (Idea leuconoe)
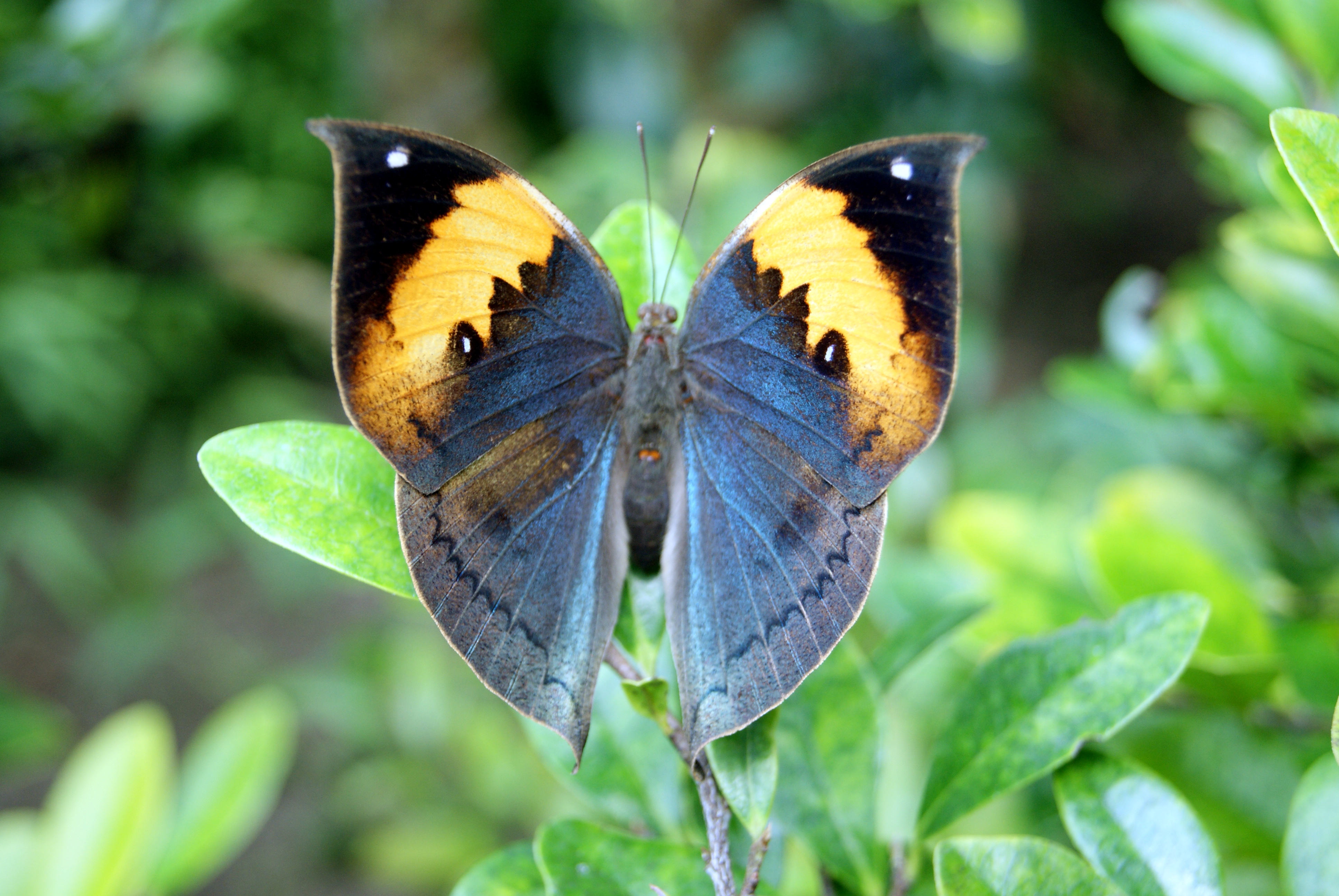
Kallima inachus